# William Savage
William Savage (1720 – 27 juillet 1789) est un compositeur, organiste et chanteur anglais du XVIIIe siècle. Enfant, il a chanté comme soprano et alto, puis en tant que contre-ténor et enfin comme basse. Il est surtout connu pour son association avec Georg Friedrich Haendel, ayant chanté dans plusieurs de ses opéras et oratorios.

## Carrière de chanteur
Savage vint à être connu, jeune garçon en 1735, en tant que soprano. Il chantait dans des œuvres de Haendel : une reprise d'Athalia et Alcina pendant la saison du théâtre de Covent Garden. Le rôle d'Oberto dans Alcina avait été spécialement taillé pour sa voix par Haendel.
Après la mue de sa voix, il poursuivit tout d'abord sa carrière de chanteur dans le registre d'alto (contreténor) et termina par basse. 
Comme contreténor, il a peut-être chanté les rôles de La Fortuna et de Childerico dans les opéras de Haendel, Giustino (1737) et Faramondo (1738). Il apparut aussi lors de la première exécution d'Israël en Égypte de même que lors de reprises d'autres oratorios. 
En tant que voix de basse, il créa le rôle titre d'Imeneo (1740), celui de Fenice dans Deidamia (tout dernier opéra de Haendel, 1741) ainsi que celui de Manoa dans l'oratorio Samson (1743). 
Au XVIIIe siècle le musicologue contemporain Charles Burney décrit la voix de William Savage comme « une basse puissante et pas déplaisante » (a powerful and not unpleasant bass). La description par un de ses élèves, R. J. S. Stevens est plus élogieuse : il décrit Savage comme possédant « une voix plaisante sur deux octaves » (a pleasant voice of two octaves) et précise qu'il chantait avec une « articulation claire, une intonation parfaite, une grande agilité vocale, une expression chaste et pure » (clear articulation, perfect intonation, great volubility of voice, and chaste and good expression).

## Compositeur
William Savage a été un compositeur peu prolifique. Il composa de nombreux anthems et d'autres pièces de musique religieuse. Son œuvre la plus ambitieuse est un anthem intitulé "O Lord my God", écrite avec accompagnement d'orchestre à cordes. Il écrivit aussi de la musique pour violon solo, des canons, des « catches » et des rondes pour un club de nobles et de gentilshommes dont il était membre. Dans ce domaine, sa pièce musicale la plus emblématique est son On the very first of May, composé sur un poème loufoque rédigé par son épouse.